# Special Olympics World Summer Games 1983
Die 6. Special Olympics World Summer Games fanden vom 12. bis 18. Juli 1983 in Baton Rouge, Louisiana, USA statt.

## Bezeichnung
Die offizielle Bezeichnung lautete damals International Games, ab 1991 wurde von Special Olympics World Summer Games und Special Olympics World Winter Games gesprochen.

## Austragungsorte und Sportarten

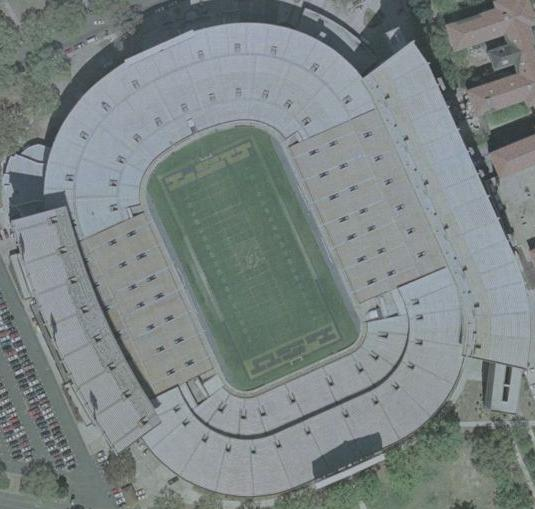
Luftbild des Tiger Stadium, Louisiana State University

Die Louisiana State University war ein wichtiger Veranstaltungsort.
Es wurden 13 Sportarten angeboten. Die Sportart Kraftdreikampf (Special Olympics) war erstmals vertreten.

## Teilnehmer
Die Zahl der Teilnehmer wird in den Quellen mit 4.000 beziehungsweise über 4.200 angegeben, die Zahl der teilnehmenden Nationen mit 49 beziehungsweise 50.
Über 7.000 Freiwillige (in einer anderen Quelle: 21.000 Freiwillige) sorgten für den reibungslosen Ablauf der Spiele und bemühten sich im Vorfeld um Spenden.
Mehr als 4.000 Familienangehörige begleiteten die Athleten.

## Programm

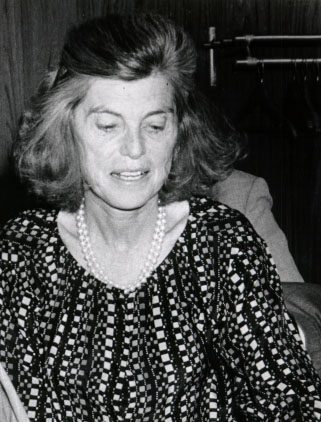
Eunice Kennedy-Schreiber, Gründerin von Special Olympics

Mehr als 60.000 Zuschauer kamen zur Eröffnung der Spiele. Eunice Kennedy-Shriver, die Gründerin von Special Olympics, und Sargent Shriver nahmen teil.

## Einfluss politischer Konflikte
Das Team von Special Olympics Taiwan nahm nach einem Streit über die Bezeichnung für seine Delegation nicht an den Spielen teil. Während das Team Chinese Taipei favorisierte, bestand die Kennedy Foundation auf Taiwan, Republik China (Taiwan, Republic of China). Hintergrund war der Taiwan-Konflikt.
An den Special Olympics World Winter Games 1981 hatte Taiwan mit seiner eigenen Flagge unter dem Namen Republik China teilgenommen.

## Budget
Die Investitionen in die Spiele beliefen sich auf 2,5 Millionen US-Dollar.